# Tumauini
Tumauini là một thành phố thuộc tỉnh Isabela, Philippines. Theo điều tra dân số năm 2020, đô thị này có dân số 70.743 người.

## Các đơn vị hành chính
Tumauini được chia ra 46 barangay.
| - Annafunan - Antagan I - Antagan II - Arcon - Balug - Banig - Bantug - Bayabo East - Caligayan - Camasi - Carpentero - Compania - Cumabao - Fugu Abajo - Fugu Norte - Fugu Sur | - Fermeldy (Hcda. San Francisco) - Lalauanan - Lanna - Lapogan - Lingaling - Liwanag - Santa Visitacion (Maggayu) - Malamag East - Malamag West - Maligaya - Minanga - Namnama - Paragu - Pilitan - Barangay District 1 | - Barangay District 2 - Barangay District 3 - Barangay District 4 - San Mateo - San Pedro - San Vicente - Santa - Santa Catalina - Santo Niño - Sinippil - Sisim Abajo - Sisim Alto - Tunggui - Ugad - Moldero |